# Adam Warlock
Adam Warlock, conosciuto originariamente come Lui (in originale Him), è un personaggio immaginario dei fumetti, creato da Stan Lee (testi) e Jack Kirby (disegni), pubblicato dalla Marvel Comics. La sua prima apparizione (in forma di "Bozzolo") è in The Fantastic Four (Vol.1) n. 66 (settembre 1967), mentre in The Fantastic Four (Vol.1) n. 67 (ottobre 1967) appare con la sua forma umanoide ("Lui"). Viene chiamato "Warlock" per la prima volta in Marvel Premiere n. 1 (aprile 1972) ad opera di Roy Thomas e Gil Kane  che rivoluzionano il personaggio dandodogli le connotazioni attuali.
Il personaggio ha debuttato nella Silver Age del fumetto statunitense ma nonostante questo ha sviluppato una sua identità, costume e un suo nome definitivo nel 1972 durante la Bronze Age risentendo fortemente le influenze dell'epoca tra le quali la passione per le saghe cosmiche. Nonostante sia rimasto un personaggio minore (a livello di vendite fumettistiche), è stato utilizzato nel merchandising (nell'abbigliamento, giocattoli, carte collezionabili), è apparso nella serie animata di Silver Surfer, in diversi videogiochi ed è divenuto un personaggio di culto presso i lettori grazie alla Saga del Magus di Jim Starlin pubblicata a fine anni settanta.
Nel 2023 appare nella sua forma umanoide nel blockbuster live-action i Guardiani della Galassia Vol. 3 di James Gunn, prodotto dai Marvel Studios. Sotto forma di bozzolo lo si vede nel film precedente del 2017 Guardiani della Galassia Vol. 2.

## Storia editoriale

### Contesto storico
Creato nel 1966, la versione definitiva del personaggio debutta nel 1972 grazie a Roy Thomas e Gil Kane. Roy Thomas viene nominato quell'anno editor-in-chief della Marvel Comics al posto di Stan Lee mentre Lee ne diviene l'editore e per un breve periodo il Presidente al posto di Chip Goodman. Il decennio che si va ad affrontare è molto turbolento non solo dal punto di vista sociopolitico ma anche editoriale e vede la Marvel divenire il principale venditore di fumetti negli Stati Uniti, superando la DC Comics. Roy Thomas cavalca la nuova onda di successi ringiovanendo lo staff di autori e cercando di proporre numerose idee alternative a quanto visto nella Silver Age. La Marvel passa dal distribuire 20 titoli con data di copertina febbraio 1972 a 38 titoli nel dicembre dello stesso anno. Tra i personaggi nuovi e quelli che Thomas desidera riproporre in una nuova versione vi è Lui creato su Fantastic Four negli anni sessanta come essere artificiale e che ora vuole essere trasformato nel Messia dell'Universo Marvel ovvero Adam Warlock. Di fatto il personaggio, una creazione di Roy Thomas ispirato al musical Jesus Christ Superstar,  è un essere che possiede la Gemma dell'Anima ed è in grado di resuscitare. Nel 1972 viene distribuita anche la prima serie con Adam protagonista. Non si tratta dell'unico rilancio di quell'anno ma si tratta di un trend costante del decennio. Nel 1972 Thomas ripropone anche il Dottor Strange su Marvel Première n.3 ad opera dei due grandi autori Stan Lee e Barry Windsor-Smith. Sotto pressione di Stan Lee vi è il rilancio di due serie western tra cui una che riprende un vecchio personaggio quale Red Wolf e un'altra totalmente nuova con protagonisti un cowboy caucasico e uno afroamericano poco dopo la guerra civile. Il titolo della serie è Gunhawks. Anche l'avenger Ant-Man ottiene una sua serie solo su Marvel Feauture dal n.4. Lo stesso Roy Thomas si occupa inizialmente dei testi di Kull the Conqueror una serie stranamente sospesa per 10 mesi e ripresa a luglio 1972 con il n.3. Si decide di tentare anche di riproporre ai lettori i war comics (fumetti di guerra) riprendendo un fumetto degli anni cinquanta quale Combat Kelly and his Howling Commandos (dall'aprile). Bisogna notare che nessuna di queste sarà longeva compresa la serie di Warlock, ripresa poi a fine anni settanta da Jim Starlin.

### Anni sessanta e settanta
Il personaggio ha debuttato nei I Fantastici Quattro n. 66-67 (settembre-ottobre 1967), in una storia scritta da Stan Lee e co-ideata e disegnata a matita da Jack Kirby. Dopo una seconda apparizione come "Lui" in Thor nn. 165-166 (giugno-luglio 1969), lo scrittore e poi editore capo della Marvel Roy Thomas e il disegnatore Gil Kane hanno rilanciato Lui  come il Messia allegorico Adam Warlock in Marvel Premiere n. 1 (aprile 1972).
Nel 2009, Thomas ha spiegato che era stato un fan della colonna sonora del musical Jesus Christ Superstar e che aveva cercato di riportare la storia in un fumetto supereroistico: "Sì, ho avuto un po' di trepidazione circa i paralleli con Cristo, ma speravo ci sarebbe stato poco clamore se l'avessi gestito con tatto, dal momento che non volevo davvero fare alcuna dichiarazione seria sulla religione... almeno non apertamente". Si scelse di utilizzare un personaggio preesistente, mantenendo le ambientazioni della serie separate da quelle del pianeta Terra creando una Contro-Terra, un nuovo pianeta generato da un frammento della Terra originale e messo in orbita sul lato opposto del sole. Thomas e Kane collaborarono sul costume, con la tunica rossa e la saetta d'oro come loro omaggio al personaggio di Captain Marvel degli anni quaranta e cinquanta della Fawcett Comics.
La storia continua nella serie Il potere di Warlock, che andò avanti per otto numeri (agosto 1972 - ottobre 1973) prima di chiudere in seguito alle scarse vendite, per poi concludere alcune trame in Hulk (vol. 2, nn. 176-178, giugno-agosto 1974).
In una ricerca retrospettiva del 2009 sul personaggio, la scrittrice dell'articolo Karen Walker disse che la serie
Lo scrittore e disegnatore Jim Starlin resuscita Warlock in Strange Tales nn. 178-181 (febbraio-agosto 1975). Le avventure di Warlock cominciarono ad assumere una portata cosmica dal momento che Starlin inserì il personaggio in una lunga storyline denominata "La Saga del Magus".
La serie reinventata proseguì la numerazione de Il potere di Warlock con Warlock n. 9 (ottobre 1975) andando avanti per altri sette numeri. La serie bimestrale fu inizialmente scritta e disegnata da Starlin, ma alla fine fu anche disegnata e firmata da Steve Leialoha. Alcune trame si conclusero poi in Marvel Team-Up n.55 (marzo 1977), Avengers Annual n. 7 (novembre 1977) e l'annual Marvel Two-in-One n. 2 (dicembre 1977).
Starlin, in un'intervista del 2009, ha ricordato,
Le avventure di Warlock sono state ristampate con nuove copertine Starlin, in sei numeri serie limitata Edizione speciale su Warlock (dicembre 1982-maggio 1983). Questa nuova serie si stava ristampando con un'altra serie di nuove copertine Starlin come Warlock vol. 2 (maggio-ottobre 1992).
Anche se considerato deceduto, Warlock fece una breve apparizione in un Marvel Two-In-One nn. 61-63 (marzo-maggio 1980).

### La rinascita degli anni novanta
Undici anni dopo, Starlin fece rivivere il personaggio e due membri del suo cast di supporto nella miniserie Il guanto dell'infinito nn. 1-6 (luglio-dicembre 1991). Questo sviluppo della trama è la continuazione di una storia più grande che è iniziata con la risurrezione di Thanos in Silver Surfer (vol. 3) n. 34 (febbraio 1990).
In seguito agli eventi di Il guanto dell'infinito (luglio-dicembre 1991), Warlock e diversi compatrioti hanno recitato nella serie Warlock e i Guardiani dell'Infinito. Inizialmente scritta da Starlin e disegnata da Angel Medina, corse per 42 numeri (febbraio 1992-agosto 1995). Le sue trame direttamente legate alla serie limitata Infinity War (giugno-novembre 1992) e Crociata Infinita (giugno-dicembre 1993).
Warlock ha recitato in diverse serie limitate, tra cui Silver Surfer/Warlock: Resurrezione nn. 1-4 (marzo-giugno 1993), Le cronache di Warlock nn. 1-8 (luglio 1993-febbraio 1994), e Warlock (vol. 3) nn. 1-4 (novembre 1998-febbraio 1999), dallo scrittore e disegnatore Tom Lyle. Il personaggio è stato anche presente nelle intersocietarie tra Marvel Comics e Malibu Comics "Ultraverse" nel one-shot Rune/Silver Surfer (aprile 1995, segni stampa, giugno 1995, copertina), Rune (vol. 2) nn. 1-7 (settembre 1995-aprile 1996), e i due numeri  Ultraverse Unlimited (giugno e settembre 1996).
Dopo le serie indipendenti 1999-2000, Warlock vol. 4, con il Warlock alieno e cibernetico della squadra dei Nuovi Mutanti, Adam Warlock co-protagonista con Thanos della serie limitata Infinity Abyss nn. 1-6 (agosto-ottobre 2002, pubblicato due volte alla settimana); La fine dell'Universo Marvel nn. 1-6 (maggio-agosto 2003; primi quattro numeri bisettimanali), e Thanos nn. 1-6 (dicembre 2003-aprile 2004; due questioni bisettimanali). Una versione del personaggio protagonista di quattro serie limitate Warlock vol. 5 (novembre 2004-febbraio 2005), dello scrittore Greg Pak e l'artista Charles Adlard. Dopo la partecipazione a Annihilation Conquest: Quasar (settembre-dicembre 2007) nn. 1-4 e Annihilation: Conquest nn. 1-6 (novembre 2007-aprile 2008), era un personaggio chiave in Guardians of the Galaxy (vol. 2) nn. 1-25 (luglio 2008-aprile 2010), L'imperativo Thanos n. 1 (giugno 2010) e l'accensione one-shot (maggio 2010).
L'artista Alan Weiss, ha ricordato in un'intervista del 2006 che c'era una storia "perduta" di Adam Warlock, che portata a termine avrebbe ricordato il romanzo di Jonathan Swift I viaggi di Gulliver. Parti di esso sono stati stampati nel secondo volume di Marvel Masterworks: Warlock. Il resto delle opere d'arte è stato perso in un taxi della città di New York nel 1976.

## Biografia

Adam Warlock, disegnato da Raney/Williams

### Creazione e metamorfosi
Lui è un essere umano artificiale creato dagli scienziati che lavorano nell'Enclave. Inizialmente siamo di fronte alla creazione di una creatura frutto di scienziati pazzi che vogliono sfidare i limiti dell'uomo o il genio di Reed Richards, per poter acquisire il controllo sull'umanità. La loro creazione si dischiude da un bozzolo e per poter immortalare il loro essere rapiscono la scultrice cieca di nome Alicia Masters (fidanzata di Ben Grimm/La Cosa). Questo attira l'attenzione dei Fantastici Quattro e Reed riesce ad individuare il luogo segreto della loro cittadella della scienza. Gli scienziati noti come Enclave sperano nella protezione di Him ma questi non vuole essere loro servitore. Lui possiede una forte empatia e rispetto per la vita e percepisce le sinistre intenzioni da parte dell'Enclave e si ribella ad essa. Favorito dall'intervento dei Fantastici Quattro trova la libertà e decide di esplorare lo spazio dove incontra e viene sconfitto da Thor. In questo momento è ancora un essere dalla personalità indefinita, senza il suo canonico costume o un nome.
Il guscio di Lui viene recuperato dall'Alto Evoluzionario, il quale dichiara che sarà conosciuto all'uomo come "Warlock". Gli chiede il suo aiuto per liberare la Contro-Terra dal cattivo Uomo-Bestia. La Contro-Terra è una pianeta creato dall'alto evoluzionario affinché si evolva senza le controversie ed errori compiuti nel modello originale. L'Alto Evoluzionario impianta sulla fronte di Warlock un pianeta creando la Gemma dell'Infinito, una prima versione di quella che sarà l'ambita Pietra dell'anima composta dalle Gemme Infinite. Nasce in questo momento la versione definitiva e attuale di Warlock ai quali gli abitanti della Contro-Terra danno il nome di Adam considerandolo un semi-Dio. Dopo la sconfitta dell'Uomo Bestia, Warlock lascia la Contro-Terra in quanto sente che il suo scopo è l'esplorazione dello spazio
La forza che lo attrae è generata da un culto chiamato Chiesa Universale della Verità, un impero intergalattico religioso presieduto dal Magus. Con l'aiuto di Pip Il Troll, l'assassina Gamora, e il titano Thanos, Warlock scopre che il Magus è una misteriosa versione oscura di se stesso proveniente dal futuro, impazzito a causa dell'uso della sua gemma e l’Intermediario. Warlock sceglie di cambiare la sua linea temporale, visitando sé stesso un paio di mesi nel futuro rubando la sua stessa anima e racchiudendo il Magus nella Gemma dell'anima. Si altera così la linea temporale e la stessa esistenza del Magus e della Chiesa Universale della Verità. Rimane comunque il dubbio che i poteri portati dalla Gemma siano eccessivi e incontrollabili per un essere umano anche se costruito artificialmente come Adam Warlock.
Durante i suoi viaggi nello spazio Adam incontra diversi esseri che posseggono la coscienza cosmica tra cui lo Straniero cerca di sottrarre la Gemma dell'Anima e l'Antico viaggiatore che rivela a Warlock un destino tragico. Tramite questi incontri scopre che esistono altre 5 gemme che insieme a quelle dell'Anima garantiscono pieno potere sulla realtà. Anche Thanos è venuto a conoscenza di queste Gemme dell'infinito e progetta di utilizzarle per portare a termine i suoi piani di morte e distruzione nell'universo. Risultano infatti il mezzo di distruzione con il quale può portare a termine la sua venerazione della Morte e distruggere gran parte dell'Universo. Gamora scopre i suoi piani ma sia lei che Pip vengono ridotti in fin di vita dal folle titano. Sono salvati da Warlock che li assorbe nella su Gemma dell'Anima. Warlock arruola l'aiuto dei Vendicatori, Capitan Marvel e Dragoluna per sconfiggere Thanos. Nello scontro tra Thanos e Adam, il primo riesce a sconfiggere il suo dorato avversario ma questi trasferisce la sua anima nella Gemma dove riesce a rigenerarsi, uno degli incredibili poteri dati da questi manufatti cosmici. Le entità cosmiche del Lord Caos e del Mastro Ordine intervengono, provocando la gemma a rilasciare l'anima di Warlock. Un Warlock con nuovi poteri trasforma Thanos in pietra e si riunisce alla gemma. All'interno di questa, Warlock trova un mondo di pace dove vive in armonia con Pip, Gamora, e altri la cui anima la gemma aveva rubato.

### Infinity Gauntlet
Thanos riesce a liberarsi dalla sua prigione di pietra anche grazie all'entità Morte, che è venerata dal Titano e alla quale vuole dedicare un genocidio universale. Venuto a sapere delle sei gemme e che una volta riunite hanno la capacità di manipolare la realtà, individua in loro l'arma di distruzione di cui ha bisogno. A tal fine realizza il Guanto dell'Infinito (o "infinity gauntlet") sul quale posizionarle. Dopo averle individuate e radunate, realizza il potentissimo manufatto che, una volta indossato, lo porta a sentirsi un Dio, al pari della sua adorata Morte. Warlock, Gamora e Pip lasciano la gemma dell'anima per cercare di fermarlo e come aiuto chiedono il supporto dei Vendicatori, ai quali si aggiunge Hulk, la Cosa e l'Uomo Ragno. Thanos riesce a portare a termine il compito di cancellare metà della vita nell'universo prima di essere fermato. Tale azione lo porta in uno stato alterato in cui si sente un Dio e arriva a provocare l'ira della Morte, che gli toglie ogni supporto e si unisce al demone Mefisto contro di lui. Per cercare di raggiungere uno stato assoluto di divinità il Titano distacca il suo spirito/anima dal corpo, ma commette un errore in quanto, attaccato al corpo, vi è il Guanto che gli aveva garantito poteri illimitati sulla realtà. Sua nipote Nebula ne approfitta per sottrargli il guanto che, però, gli viene sottratto dallo stesso Warlock che ora lo vuole possedere, ma in questo viene scoraggiato dall'entità cosmica Il Tribunale Vivente, in quanto non esiste essere vivente capace di gestire il senso di onnipotenza fornito dal Guanto. Le pietre vanno suddivise tra più individui meritevoli e questo suggerimento viene seguito da Adam, che per lui tiene la Gemma dell'anima. Lo stesso Thanos non compie nessun tentativo per riprendersele, in quanto è stato lui stesso che, inconsciamente, ha posto i presupposti per perdere la sua sfida e i suoi poteri in favore di Adam. Questi viaggia nel futuro per vedere il destino di Thanos e lo ritrova su un pianeta agricolo, in pace con se stesso e dedito a curare una fattoria. La sua minaccia sembra finita.
Le Gemme sono suddivise tra Warlock, Pip, Gamora, Drax, Dragoluna e lo stesso Thanos, che si è redento.

### Nasce la Guardia dell'infinito
I membri a cui Adam assegna le Gemme dell'Infinito sono: 
- Drax il Distruttore custode della Gemma del Potere, di colore viola (rossa in origine)
- Gamora custode della Gemma del Tempo, di colore verde, (in origine arancione).
- Moondragon custode della Gemma della Mente, di colore giallo (in origine blu).
- Pip il Troll custode della Gemma dello Spazio, di colore Blu (in origine viola).
- Thanos custode della Gemma della Realtà, di colore rosso (originariamente gialla)
- Adam Warlock tiene per sé la Gemma dell'anima, di colore arancione (in origine verde).

Da notare che le sei gemme rispetto alla loro prima apparizione in fumetto hanno poi cambiato colore.
I sei possessori delle Gemme si uniscono per formare la Guardia dell'Infinito con lo scopo di affrontare minacce cosmiche e proteggere le potenti e ambite gemme. Le minacce più significative sono delle versioni dello stesso Adam Warlock. Quando questi aveva indossato il Guanto dell'Infinito l'empatia e il principio stesso di Etica vengono eliminati dal suo essere, lasciandolo una creatura di pura logica. Gli aspetti "morali" della sua personalità, a sua volta assumono forme fisiche, la metà malvagia diventa una nuova incarnazione del Magus, mentre la metà che si eleva a portatrice del Bene diventa la Dea. Entrambi sono alquananto pericolosi in quanto il Magus vuole rifondare la sua chiesa e assurgere a livello di Dio universale grazie alle Gemme. L'altra metà è una donna dorata (replica di Adam) di cui ne detiene i poteri e che si fa chiamare la Dea (o Goddess). Il suo fine è quello di eradicare il male eliminando chiunque commetta quello che lei definisce un peccato. Warlock e la sua Infinity Watch, aiutat da un esercito di supereroi, riescono a sconfiggerli entrambi uno alla volta, e li assorbe nella gemma dopo un'incerta battaglia che viene ricordata come Infinity War.
La Guardia dell'Infinito quindi combatte per proteggere la gemma dell'anima dal Conte Abisso, una potente entità che non ha un'anima propria. Dopo averlo finalmente sconfitto, le gemme dell'infinito vengono rubate da Rune, un vampiro extradimensionale. Infinity Watch si scioglie e Warlock va a rintracciare Rune. Seguendo la scoperta di una settima gemma, Warlock e le gemme vengono restituite all'Universo Marvel principale. In possesso di Warlock rimane un potente manufatto chiamato Uovo Cosmico e creato dalla Dea che lo aveva costruito assemblando 30 cubi cosmici presi in altrettanti universi alternativi. Tra i nemici affrontati e sconfitti dall'Infinity Watch vi è un Thor che ha perso il controllo, il demone Mefisto, il Conte Abyss,  un archeologo che ottiene potere e conoscenza studiando la razza estinta degli Zalgodiani, e Maxam. Quest'ultimo è un essere dalla grande forza e invulnerabilità che arriva dal futuro per uccidere Adam e scongiurare ogni possibilità che diventi il Magus. Per un certo periodo si dissuade dallo scontro e si unisce alla stessa Infinty Watch ma i suoi timori per le azioni di Adam prevalgono e vi è uno scontro durissimo in cui Maxam sembra prevalere e uccidere il guardiano dorato. In realtà è Moondragon a installare nella sua mente questa falsa visione in quanto Warlock è ancora vivo. Maxam, soddisfatto del suo operato anche se rammaricato torna nel suo lontano futuro.

### Infinity Abyss
Thanos torna ad essere dominato dalle sue vecchie ossessioni e si ripropone nuovamente l'obbiettivo di distruggere parte dell'Universo. Questa volta non vuole fallire e a tal fine usa un'avanzata tecnologia per creare 5 cloni di se stesso. Ognuno di questi viene modellato unendo il DNA del Titano con una differente personalità: il Professor X, Doctor Strange, Gladiator, Galactus, Tony Stark. Questi però si ribellano al loro creatore e vogliono distruggere il modello originale. Il loro obbiettivo è quasi raggiunto grazie alla creazione di un Buco Nero ma in soccorso di Thanos arriva la Guardia dell'Infinito, Capitan Marvel e l'Uomo Ragno. Alla fine il Titano riesce a raggruppare e distruggere i cloni ravvedendosi ancora una volta della follia dei suoi piani ma la sua mente è ormai inevitabilmente instabile e imprevedibile.

### Annihilation: Conquest
Warlock è impossibilitato dal gioco delle anime uccise durante la guerra "Annihilation" e rientra in letargo in un bozzolo. Le supereroine Phyla-Vell e Dragoluna risvegliano Warlock sperando che aiuterà i Kree a combattere Phalanx. Una volta che i Phalanx sono sconfitti, Warlock accetta di unirsi all'eroe Star-Lord in una nuova versione dei Guardiani della Galassia.

### War of Kings e Realm of Kings
Nel tentativo di riparare alcuni danni allo Spaziotempo, Warlock diventa il Magus. Si mise al servizio delle divinità della vita provenienti dal Cancroverso ma finì ucciso dal loro araldo Lord Mar-Vell. In seguito tentò di tornare in vita sulla Terra trasferendo la sua coscienza in tutta la popolazione americana ma fu fermato e nuovamente imprigionato nel suo bozzolo dai Devastatori.

### Thanos: La Rivelazione Dell'Infinito e seguiti
Durante un nuovo viaggio, Thanos incontra lo spirito di Warlock nel reame della Morte. Lo spirito insegue Thanos nel mondo dei vivi, dove riottiene la sua forma fisica. Warlock accompagna Thanos nel suo viaggio mentre l'universo si unisce con un altro. Durante la convergenza, Warlock viene sostituito da un suo sosia proveniente dall'altro universo.
Disturbato dall'esperienza, il nuovo Warlock abbandona Thanos per meditare sulla sua situazione, e finisce sul pianeta Nuovo Krall come gladiatore in una arena. Thanos riceve un messaggio dalla sua controparte onnipotente dal passato, di quando aveva le gemme dell'infinito, che gli dice di ritrovare il nuovo Adam Warlock che è diventato stranamente più potente di prima. Il Thanos del presente chiede a Pip il Troll di andare su Nuovo Krall e poi contatta anche Gamora per ritrovare Adam, dato che entrambi sono cari amici di Warlock e potrebbero impedirgli di fare dei danni all'universo. Nel frattempo, Annihilus organizza una nuova invasione dell'universo positivo dalla Zona Negativa, cercando una fonte di grande potere che si rivela essere Adam e lancia un devastante attacco a Nuovo Krall. Gli Shi'Ar, guidati da Gladiatore, arrivano su Nuovo Krall, anche loro alla ricerca di Adam e Annihilus, dopo aver ottenuto i poteri di Hulk, li sconfigge facilmente. Pip mette in salvo Adam Warlock e Gamora teletrasportandoli sulla nave dei Guardiani della Galassia, dove vengono raggiunti da Thanos, che scopre che l'universo alternativo è stato assorbito da Adam, conferendogli i poteri di Eternità e Infinito.
Thanos e i Guardiani della Galassia si teletrasportano nella Zona Negativa per cercare di fermare Annihilus, ma vengono sopraffatti da quest'ultimo, che teletrasporta Thanos nel limbo e prende prigioniero Adam, costringendo i Guardiani alla ritirata. Pip decide di rimanere, rifiutandosi di abbandonare il suo amico Adam. Annihilus mette il comatoso Adam sulla sua nave come fonte di energia. Pip, dopo essersi nascosto sulla nave di Annihilus, individua Adam e si lancia da solo in una missione di salvataggio, uccidendo le guardie e schiaffeggiando Adam varie volte per svegliarlo. Risvegliandosi all'improvviso, Adam distrugge involontariamente l'universo e rimane da solo a fluttuare nel vuoto. Spaventato, Adam fa tornare Thanos nell'esistenza. Thanos propone a Adam di incontrare il Supremo per chiedergli di ricreare l'universo. Il Supremo accetta la richiesta, con la condizione che Adam accetti di diventare il nuovo Tribunale Vivente. Adam e Thanos fanno tornare l'universo come prima e distruggono definitivamente Annihilus.
Thanos chiede al nuovo Tribunale Vivente di far tornare l'originale Adam Warlock di prima che avvenisse la convergenza. Il vero Adam, tornato in vita, ascolta il consiglio di Thanos di tornare alla sua esistenza e incontra di nuovo Pip il Troll, che riabbraccia il suo amico e insieme tornano alla loro vita di avventure.

## Poteri e abilità
Come Lui, il personaggio possedeva forza, velocità, resistenza, agilità sovrumane e l'abilità di manipolare e proiettare l'energia cosmica usandola per il volo e per la rigenerazione (ad esempio, la creazione di un bozzolo di auto-conservazione e rigenerazione). Tuttavia, Lui sacrificò la maggior parte di tali competenze uscendo prematuramente dal suo guscio, al fine di difendere l'Alto Evoluzionario da un attacco da parte dell'Uomo-Bestia. In compenso, l'Alto Evoluzionario ha dato a Lui la Gemma dell'Anima. La Gemma possiede una coscienza propria e dimostra una fame vampirica per le energie vitali degli esseri organici. Contiene anche un'idilliaca tasca-universo che ospita tutte le anime che la Gemma abbia mai preso. L'ultima versione di Warlock utilizza la "magia Quantum" ed è in grado di manipolare l'energia, creare campi di forza, teletrasporto, viaggiare più veloce della luce e rilevare tunnel spazio-temporali e altre irregolarità nello spazio.
Egli ha anche il potere di de-evolvere i seguaci dell'Uomo-Bestia nuovamente alla forma degli animali da cui si sono evoluti, così come riconvertire il Bruto nella sua forma di Reed Richards della Contro-Terra. Questo potere viene dalla sua gemma dell'anima.

## Altre versioni

### Magus
Il Magus è il futuro Adam Warlock, una sua identità malvagia che governa un impero religioso chiamato la Chiesa Universale della Verità.

### Earth X
Nella serie limitata Earth X, Mar-Vell è reincarnato come il figlio del sintetico Adam Warlock/Lui e Kismet/lei.

## Pubblicazioni
- Fantastic Four (Vol.1) nn.66-67, Stan Lee e Jack Kirby (storia e testi) - Jack Kirby (disegni) - Joe Sinnot (rifiniture), serie regolare, origin issue (Adam Warlock nasce con il nome Him), settembre-ottobre 1967.
- Thor (Vol.1) n.165-166, Stan Lee (testi) - Jack Kirby (matite) - Vince Colletta (chine), serie regolare, giugno-luglio 1969.
- Marvel Première nn.1-2, Roy Thomas (testi), Gil Kane (disegni), Dan Adkins (chine per il n.2), serie antologica, aprile-maggio 1972.
- Warlock (Vol.1) nn.1-15, Roy Thomas, Jim Starlin, Mike Friedrich, Ron Goulart (testi) - Gil Kane, Jim Starlin, Steve Leialoha Tom Sutton, Bob Brown, Jhon Buscema (disegni), serie regolare (conclusa), sulla copertina il titolo riportato è: The Power of...Warlock, agosto 1972 - novembre 1976.
- Strange Tales (vol.1) nn.175-181, Jim Starlin (testi) - Jim Starlin, Al Milgrom (disegni), serie antologica, febbraio-agosto 1975.
- Marvel Team-Up (Vo.1) n.55, Bill Mantlo (testi) e John Byrne, (disegni), serie antologica, marzo 1977.
- Marvel Two-in-One (Vol.1) n.63, Mark Gruenwald (testi) - Jerry Bingham (matite) - Gene Day (chine), serie antologica, maggio 1980.
- Warlock and the Infinity Watch nn.1-42, Jim Starlin (testi) - Angel Medina, Terry Austin, Tom Grindberg, Robert Almond, Patrick Olliffe, Mike Gustovich, Keith Williams (disegni), serie regolare (conclusa), febbraio 1992 - luglio 1995.
- Warlock Chronicles nn.1-8, Jim Starlin (testi) & AA.VV. (disegni), serie regolare (conclusa), luglio 1993 - febbraio 1994.
- Warlock nn.1-4, accreditata come (Vol.3), Tom Lyle (testi e matite) - Robert Jones (chine), limited-series di 4 albi, novembre 1998 - febbraio 1999.
- Warlock nn.1-4, accreditata come (Vol.4), Greg Pak (testi) - Charlie Adlard (disegni), limited-series di 4 albi, novembre 2004 - febbraio 2005.
- Infinity Countdown: Adam Warlock n.1, Gerry Duggan (testi) - Michael Allred (disegni), albo unico, aprile 2018.

## Altri media

### Televisione
- Adam Warlock appare nell'episodio La battaglia eterna di Silver Surfer, doppiato in originale da Oliver Becker[48] e in italiano da Luigi Rosa.
- Adam Warlock appare nell'episodio Fato del Destino! di Super Hero Squad Show, doppiato da Dave Boat.[49]
- Adam Warlock appare nell'episodio Michael Korvac di Avengers - I più potenti eroi della Terra,[50] doppiato in originale da Kirk Thornton[51] e in italiano da Andrea Lopez.
- Adam Warlock appare in Guardiani della Galassia.

### Cinema

#### Animazione
- Adam Warlock fa una breve comparsa in cameo muto nel film d'animazione (in direct-to-video) Planet Hulk.[52]

#### Marvel Cinematic Universe

Adam Warlock interpretato da Will Poulter nel film Guardiani della Galassia Vol. 3.

Adam Warlock compare all'interno del Marvel Cinematic Universe, interpretato da Will Poulter e doppiato in italiano da Manuel Meli.
- In Guardiani della Galassia Vol. 2 (2017), durante una delle scene dopo i titoli di coda del film del Marvel Cinematic Universe Ayesha crea un potente e letale essere artificiale per sconfiggere i Guardiani della Galassia e decide di chiamarlo Adam. Inizialmente Adam Warlock avrebbe dovuto avere un ruolo importante nel film, ma il regista James Gunn decise di rimandare il suo debutto a un prossimo film della serie.[2]
- Adam Warlock appare ufficialmente come antagonista secondario nel film Guardiani della Galassia Vol. 3 (2023).[2] Essendo stato risvegliato troppo presto, ha un comportamento molto infantile, curioso e ambiguo che contrasta i suoi straordinari poteri che vanno dal volo alla capacità di sparare raggi di energia dalle mani. Incaricato dall'Alto Evoluzionario di catturare il procione umanoide Rocket Raccoon (89P13), riesce a ferirlo gravemente, ma viene costretto dai Guardiani della Galassia a fuggire senza di lui. Adam e sua madre Ayesha cercano di mettersi nuovamente sulle tracce di Rocket e nelle loro disavventure Adam si lega a Blurp, animale domestico di un Ravager da lui ucciso durante un interrogatorio. Dopo aver dato la caccia ai Guardiani, aver combattuto contro gli sgherri dell'Alto Evoluzionario e aver perso la madre per colpa del folle scienziato, durante la distruzione totale della Contro-Terra, Adam viene salvato da Groot e a sua volta salva Peter Quill (Star-Lord) compiendo un atto di eroismo. Dimostrando di essersi pentito, Adam Warlock entra a far parte della nuova squadra dei Guardiani della Galassia guidati da Rocket Raccoon composta da Groot, il Ravager Kraglin Obfontieri, il cane spaziale Cosmo e la piccola bambina stellare Phyla.

### Videogiochi
- Adam Warlock e Magus appaiono in Marvel Super Heroes in War of the Gems.[53]
- Adam Warlock appare in Marvel Pinball, sulla Tabella DLC Il guanto dell'infinito.
- Adam Warlock appare in Marvel Heroes.
- Adam Warlock appare come personaggio giocabile in LEGO Marvel Super Heroes 2.
- Adam Warlock e Magus appaiono in Marvel's Guardians of the Galaxy, doppiati in originale da Brent Skagford e in italiano da Luca Ghignone.
- Adam Warlock appare come personaggio giocabile in Marvel Rivals.

### Giocattoli
Adam Warlock è apparso come parte del gioco di carte collezionabili Marvel OverPower, gioco di carte Marvel Upper Deck Vs e il gioco di miniature collezionabili HeroClix, un target esclusivo con figure di azione Marvel Legends, e un Marvel Universe 3 3/4" di figura. Era il 90º tema nella Classic Marvel Figurine Collection.
Magus era un personaggio giocabile del set Guardiani Galattici nella serie Marvel Heroclix.

## Edizioni raccolte
I racconti sono stati raccolti come parte sia delle serie Marvel Masterworks e Essential Marvel:
- Marvel Masterworks Warlock (hardcover):
  - Volume 1 (raccoglie Marvel Premiere # 1-2, Warlock # 1-8 e Hulk # 176-178, 273 pagine, gennaio 2007, ISBN 0-7851-2411-X)
  - Volume 2 (raccoglie Strange Tales # 178-181, Warlock # 9-15, Marvel Team-Up # 55, Vendicatori annuale # 7, Marvel Two-in-One annuale # 2, 320 pagine, giugno 2009, ISBN 0-7851-3511-1)
- Warlock Essential - Volume 1 raccoglie Marvel Premiere # 1-2, Warlock # 1-15, Hulk # 176-178, Strange Tales # 178-181, Marvel Team-Up # 55, Vendicatori annuale # 7, e Marvel Two-in-One annuale # 2, pagine 567, agosto 2012, ISBN 0-7851-6331-X)